# Mahnmal für die antifaschistischen Widerstandskämpfer

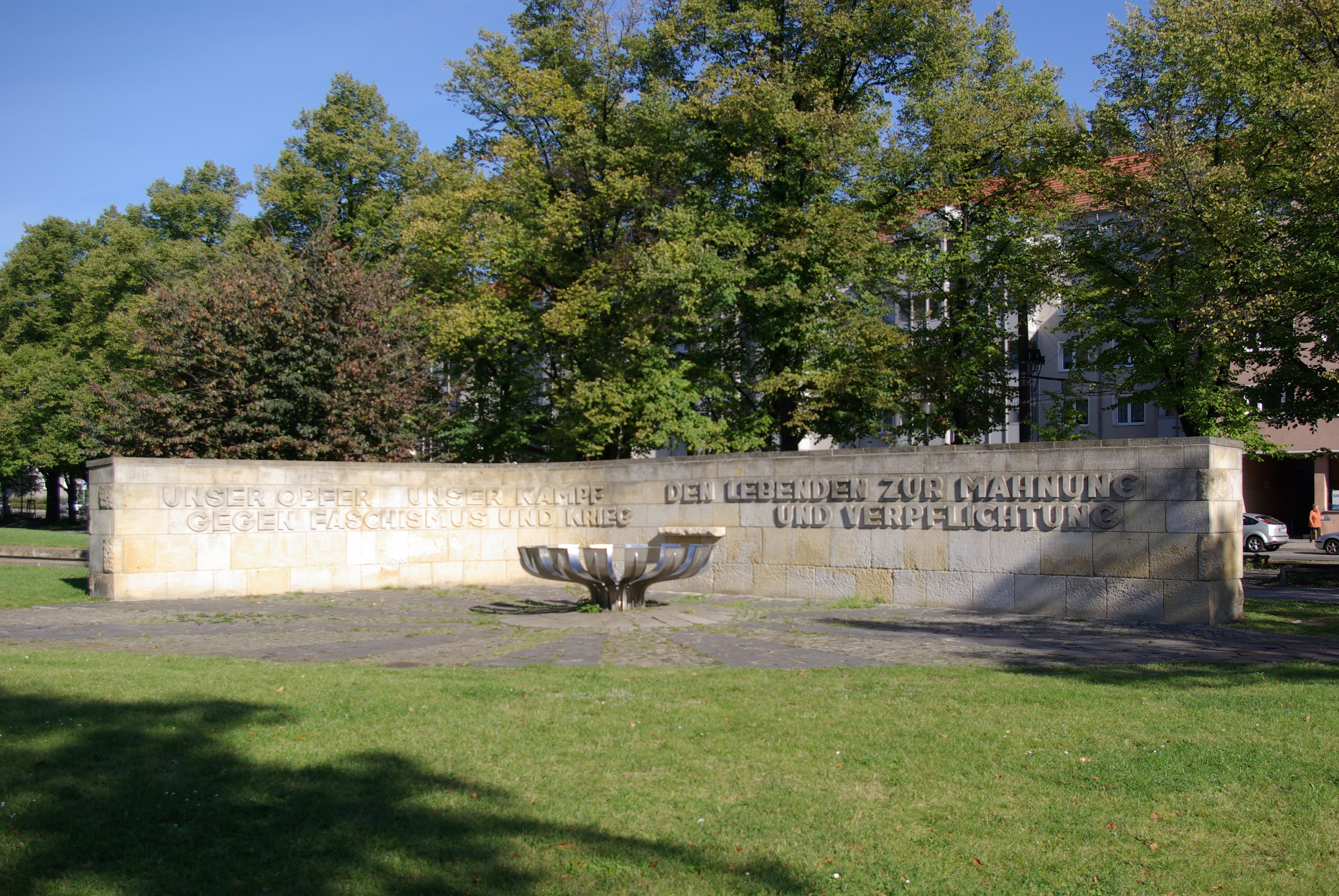
Mahnmal auf dem Platz der Einheit

Das Mahnmal für die antifaschistischen Widerstandskämpfer ist eine Gedenkstätte auf der Südwestecke des Platzes der Einheit in Potsdam.

## Geschichte
Das Mahnmal wurde 1975 anlässlich des 30. Jahrestages der Befreiung vom Faschismus errichtet. In Zusammenarbeit fertigten der Architekt Werner Berg und der Metallgestalter Joachim Fitzermann (* 1915) den Entwurf. Die L-förmige Sandstein-Mauer ist 30 Meter lang und 2,40 Meter hoch. Zwei in Majuskeln ausgeführte Inschriften treten aus der Wandinnenseite hervor: „UNSER OPFER UNSER KAMPF GEGEN FASCHISMUS UND KRIEG“ sowie „DEN LEBENDEN ZUR MAHNUNG UND VERPFLICHTUNG“. Auf dem Vorplatz stand ursprünglich eine auf der Spitze stehende Pyramide aus Stahlblech, die sich aus mehreren roten Dreiecken zusammensetzte. Das Werk nahm Bezug auf den roten Winkel, den politische Häftlinge in Konzentrationslagern auf der Kleidung trugen. Die SED-Bezirksleitung lehnte die Pyramide ab und ließ sie entfernen. Stattdessen wurde 1980 eine ein Meter hohe Flammenschale aus Edelstahl mit einem Durchmesser von 2,50 Meter aufgestellt, die der Metallgestalter Christian Roehl (1940–2013) fertigte. Von der als geöffnete Blüte mit 16 Blütenblättern gestalteten Schale breiten sich im Wechsel gelegte Natursteinplatten und Pflastersteine strahlenförmig aus.